# Trigliceridi intramuscolari
I trigliceridi intramuscolari, o intramiocellulari, o grasso intramuscolare, talvolta denominati con l'acronimo IMTG, dall'inglese Intra Mascular Tri-Glycerides, o Triacyl-Glycerols, Intra MyoCellular Tri-Glycerides o Intra MyoCellular Lipides (IMCL), rappresentano i depositi di lipidi (trigliceridi) situati all'interno del muscolo scheletrico. Questa componente costituisce approssimativamente circa il 10-15% del volume della cellula, ed è maggiormente presente nelle fibre rosse (o di tipo 1), naturalmente provviste di maggiori depositi per il loro metabolismo in prevalenza aerobico. Gli IMTG non sono da confondere con i trigliceridi extramuscolari, extracellulari, o intermuscolari, cioè i depositi posti tra le fibre muscolari, e non all'interno dei miociti.
La mobilitazione e/o ossidazione degli IMTG durante l'esercizio fisico sembrano essere in gran parte determinate dal tipo, dall'intensità, e dalla durata dell'esercizio, dalla composizione di macronutrienti nella dieta, dallo stato di allenamento, dal sesso, e dall'età. Inoltre, evidenze indirette suggeriscono che la capacità di mobilitare e/o ossidare IMTG è sostanzialmente compromessa nell'obesità e/o nello stato di diabete mellito di tipo 2.

## Trigliceridi intramuscolari (IMTG)
I trigliceridi intramuscolari sono definiti come delle goccioline lipidiche depositate all'interno del citoplasma dei miociti (fibre muscolari scheletriche). Tale collocazione è preferenziale, perché è posta in prossimità degli organuli cellulari deputati alla produzione di energia, i mitocondri, all'interno dei quali gli acidi grassi liberi (FFA) sono rilasciati tramite idrolisi e definitivamente metabolizzati. Gli IMTG sono spesso collocati vicino ai mitocondri per l'impiego energetico durante l'esercizio, ma ciò non succede in tutti i casi. Infatti questi depositi risultano adiacenti ai mitocondri nel caso il muscolo sia allenato a seguire un esercizio di endurance: più le gocce lipidiche sono vicine ai mitocondri, e più efficiente sarà il loro utilizzo durante l'esercizio. Mentre nel muscolo allenato i lipidi sono localizzati a fianco del mitocondri, nel muscolo non allenato questi non sono a loro strettamente collegati, ma maggiormente dispersi nel sarcoplasma. La via metabolica degli IMTG inizia dagli FFA plasmatici. Quando il complesso di molecole composto dagli FFA e la proteina trasportatrice albumina raggiunge il tessuto muscolare, gli FFA vengono rilasciati e trasportati all'interno del miocita. Una volta raggiunta la sede intracellulare, i NEFA intramuscolari (un insieme di acidi grassi non esterificati), possono seguire due vie: passano all'esterificazione in trigliceridi dall'unione col glicerolo, oppure vengono impiegati come substrato energetico dai mitocondri. La quantità di IMTG trovata all'interno singole fibre, tra diversi tipi di fibra, e tra i gruppi muscolari, è varia. Il glicogeno muscolare viene immagazzinato in maggior quantità nelle fibre di tipo 2 (bianca), ma anche quelle di tipo 1 (rosse) ne presentano al loro interno quantità rilevanti. Mentre i lipidi vengono immagazzinati in quantità molto maggiore (tra le 2 e le 8 volte) nelle fibre di tipo 1 in rispetto alla quelle di tipo 2. Tuttavia, è chiaro che il muscolo contiene depositi di trigliceridi abbondanti, e che il grasso è un combustibile molto importante nell'esercizio di endurance. Durante l'esercizio, l'impiego di IMTG si pensa venga completato da due enzimi della famiglia delle lipasi: la lipasi ormono sensibile (HSL) e la lipo proteina lipasi (LPL). È stato ora dimostrato che la lipasi ormono-sensibile (HSL) è presente nel muscolo e viene considerato l'enzima limitante per l'idrolisi degli IMTG. Si crede che l'HSL sia regolata sia da fattori per via intramuscolare (contrazione muscolare), che extramuscolare (adrenalina, noradrenalina). Gli stimoli elettrici dati dall'attività muscolare favoriscono l'idrolisi dei trigliceridi. La presenza di HSL muscolare è correlata con i depositi di IMTG e la capacità ossidativa dei tipi di fibre muscolari scheletriche, il che implica la presenza di un'attività lipolitica nel muscolo scheletrico.

### Ruolo degli IMTG
I lipidi, nello specifico i trigliceridi, stoccati all'interno del muscolo scheletrico, sono un fonte di energia prontamente disponibile utilizzabile da parte delle fibre muscolari, prevalentemente quelle di rosse o di tipo 1, in condizioni di attività fisica di tipo aerobico. L'impiego di trigliceridi intramuscolari sull'energia totale utilizzata dal muscolo durante l'attività fisica dipende dall'intensità e dalla durata dell'esercizio: essi possono provvedere a fornire al massimo poco meno della metà dei lipidi totali impiegati durante l'esercizio aerobico, e il loro utilizzo è massimizzato durante lo sforzo di moderata intensità. Il massimo impiego è stato riconosciuto infatti a circa il 65% del VO2max, che è identificata in generale come l'intensità media in cui la lipolisi è massimizzata nell'attività di endurance, ma questo impiego avviene massimamente entro 1-2 ore, durante il quale il corpo attinge energia dagli IMTG per il 20-40% del carburante. Il loro impiego invece si riduce indicativamente ad intensità aerobiche inferiori o superiori al 65% del VO2max, in cui prevale rispettivamente, o l'impiego di FFA originanti dal tessuto adiposo, o l'impiego di glicogeno muscolare, ma si riduce anche dopo le 2 ore di attività aerobica. Molto spesso gli IMTG sono utilizzati durante l'attività fisica prolungata, quindi il muscolo provvede a depositarne una maggiore quantità da utilizzare in vista dell'esercizio, e a sviluppare la capacità di aumentarne il loro impiego. La capacità di stoccaggio degli IMGT aumenta e si adatta all'attività di endurance, ad esempio il contributo degli acidi grassi derivanti dalle scorte intramuscolari utilizzati durante l'esercizio può aumentare dal 35 al 57% dopo un periodo di allenamento di endurance. Non a caso gli atleti di endurance presentano depositi di IMTG più elevati rispetto ai sedentari. Il muscolo allenato può arrivare a contenere approssimativamente 400 gr di grasso. Il sesso condiziona l'impiego di lipidi, tra cui quello degli IMTG: le donne presentano un contenuto di trigliceridi intramuscolari superiore a quello degli uomini, principalmente a causa del maggior numero di gocce lipidiche, e ciò spiega la loro maggiore idrolisi dei lipidi durante l'esercizio fisico, indipendentemente dal grado di allenamento. Anche gli anziani presentano un maggiore accumulo di IMTG.
Se nell'ambito dell'attività aerobica numerose ricerche sono state effettuate, ben poche sono state rivolte alla correlazione tra IMTG ed esercizio anaerobico. Sebbene l'esercizio anaerobico di resistenza ricavi gran parte dei substrati energetici dal glicogeno muscolare, è stato dimostrato che si verifica anche una lipolisi durante questo tipo di sforzo ad alta intensità, in parte a carico dei trigliceridi intramuscolari. Ad esempio la ricerca condotta da Essen-Gustavsson e Tesch (1990) prese in esame un gruppo di 9 culturisti, i quali eseguirono cinque serie alla massima fatica per ogni esercizio in cui erano compresi squat frontale, squat base, leg press, leg extension, per un totale di 30 minuti di allenamento. Oltre ad una prevista riduzione delle riserve di glicogeno muscolare del 28%, venne rilevato anche un decremento del 30% degli IMTG. Alcune evidenze scientifiche rivelano che gli IMTG siano maggiormente sfruttati a seguito dell'allenamento, e questo coincide con il consumo di ossigeno post-allenamento (EPOC), periodo di tempo a seguito dell'allenamento, in cui il dispendio energetico, soprattutto a carico dei lipidi, rimane elevato per diverse ore. Ad ogni modo, l'aumento dei depositi di IMTG dopo l'esercizio di resistenza rimane controverso, come sono stati segnalati la diminuzione ed alcuna differenza nei muscoli di atleti allenati. L'aumento del contenuto di IMTG è stato osservato nel tricipite ma non nel quadricipite a seguito dell'allenamento. Quindi potrebbero esserci delle differenze nella risposta di diversi gruppi muscolari in termini di depositi di trigliceridi. Comunque, strategie dietetiche e metodi di allenamento possono influire sulle concentrazioni lipidiche. Si potrebbe dire che, poiché la classica impostazione dell'esercizio di resistenza è di natura anaerobica, le concentrazioni di IMTG sono minimamente influenzate dall'esercizio di resistenza, a meno che non siano accompagnate da una significativa perdita di peso o di massa grassa.
È stato inoltre dimostrato che una dieta a bassissimo apporto di lipidi e alto apporto glucidico riduce le riserve di IMTG, così come la generale ossidazione di lipidi, e ne riduce il rideposito. A questo meccanismo è collegata anche l'iper-produzione acuta di insulina (iperinsulinemia, evento causato prevalentemente dai carboidrati), che inibisce la sintensi di IMTG. Mentre una dieta ad alto apporto di lipidi è associata ad un'aumentata concentrazione di IMTG e un'aumentata lipolisi generale, ma non richiede un aumento della lipolisi da parte del tessuto adiposo, o un incremento degli acidi grassi liberi (FFA) durante l'esercizio aerobico. Ciò suggerisce che le scorte lipidiche alterate nel muscolo scheletrico sono responsabili di una maggiore ossidazione di grasso dopo soli due giorni di dieta ad alto apporto lipidico.

### IMTG e LPL
L'enzima lipoproteina lipasi (LPL) ha importante funzione nel deposito di trigliceridi muscolari. La localizzazione della LPL sulla superficie luminale delle cellule endoteliali dei capillari permette all'enzima di idrolizzare i trigliceridi plasmatici in lipoproteine a bassissima densità (VLDL) e chilomicroni, e quindi fornire acidi grassi per l'ossidazione o l'accumulo sotto forma di trigliceridi nel muscolo scheletrico. L'esercizio fisico e una dieta ad alto tenore lipidico incrementano l'attività della LPL, mentre una dieta ad alto tenore di glucidi la riduce, poiché l'enzima a livello muscolare viene inibito dall'insulina stimolata da questo macronutriente. L'upregulation dell'attività della LPL può essere responsabile dei ridotti livelli di trigliceridi nel plasma negli atleti e in persone che seguono una dieta ad alto apporto lipidico. È stato dimostrato che una dieta che passa dal 43 al 57% di lipidi per 4 settimane è associata ad un incremento dell'attività della LPL per l'80%, e ad un aumento del 57% dei depositi di trigliceridi intramuscolari.

### IMTG, obesità, diabete tipo 2 e insulinoresistenza
Negli esseri umani, l'eccessivo accumulo di grasso intramuscolare è associato all'obesità, all'insulinoresistenza e al diabete mellito di tipo 2, e un'alta componente lipidica di questa entità è stata riconosciuta come marker di una ridotta sensibilità insulinica. Tuttavia anche gli atleti di endurance hanno un contenuto di IMTG superiore ai sedentari, e può presentarsi addirittura simile a quello riconoscibile nel soggetto affetto da diabete mellito di tipo 2 (correlato con l'insulinoresistenza). In tempi passati ma recenti, in virtù del fatto che sia gli atleti di endurance che i soggetti affetti da queste patologie presentassero elevati livelli di IMTG, si è inizialmente venuta a creare una certa confusione del mondo scientifico, portando alcuni a sostenere si trattasse di una questione paradossale. Nonostante sia gli atleti di endurance che i soggetti obesi, insulinoresistenti, o affetti da diabete di tipo 2, presentino delle aumentate scorte di IMTG, tra i primi ed i restanti non c'è in realtà una correlazione. Lo stoccaggio di IMTG maggiore negli atleti di endurance allenati rappresenta una risposta di adattamento al tipo di stimolo allenante, consentendo un maggior contributo degli IMTG stessi come substrato energetico durante l'esercizio. Inoltre questo tipo di allenamento favorisce la sensibilità insulinica. Al contrario, elevati livelli di IMTG negli obesi e/o soggetti diabetici di tipo 2 sembra derivare da uno squilibrio strutturale tra la disponibilità di acidi grassi liberi plasmatici, il deposito di acidi grassi e l'ossidazione.
Si ritiene ora che siano i metaboliti degli IMTG, come diacilglicerolo e ceramide i responsabili della resistenza all'insulina. Esistono risultati diversi su quale di questi metaboliti possano rivelarsi condizionanti, in quanto alcuni studi hanno dimostrato che questi non hanno effetto, mentre altri hanno mostrato che l'effetto è causato da solo uno dei due.
L'aumento dei depositi lipidici nel tessuto adiposo è correlato con un maggiore accumulo di IMTG, ed entrambi possono portare all'insulinoresistenza muscolare. Recenti evidenze riconoscono che l'insulinoresistenza associata ad alti livelli di IMTG sia associata solo alle fibre rosse (o di tipo 1) e non a quelle bianche (o di tipo 2). Queste ultime infatti presentano ridotte scorte lipidiche. Gli atleti di endurance spesso non presentano la correlazione con l'insulinoresistenza in quanto sono generalmente più sensibili all'insulina, pur avendo livelli di IMTG maggiori della media. Si ritiene anzi che la maggiore efficienza del muscolo scheletrico allenato previene lo sviluppo della resistenza all'insulina.
In realtà, sebbene l'allenamento aerobico determini un aumento degli IMTG, lo stimolo della fibra rossa mediante questo tipo di sforzo aumenta la sensibilità insulinica più degli sforzi anaerobici. All'interno delle fibre rosse il trasporto di glucosio a carico dei GLUT-4 è maggiore, quindi una alta presenza di fibra rossa, come per gli atleti di endurance, determina una maggiore sensibilità all'insulina, rispetto alla fibra bianca, più sviluppata negli atleti di potenza.

### Percentuale di grasso per maschi e femmine[37][38]

#### Uomo (70 Kg)
- Grasso totale: 10,5 Kg; 15%
- Essenziale: 2,1 Kg; 3%
- Depositi: 8,3 Kg; 12%
- Sottocutaneo: 3,1 Kg; 4%
- Intermuscolare: 3,3 Kg; 5%
- Intramuscolare: 0,8 Kg; 1%
- Viscerale: 1 Kg; 1%

#### Donna (56,8 Kg)
- Grasso totale: 15,3 Kg; 27%
- Essenziale: 4,9-6,8 Kg, 9-12%
- Depositi: 8,5-10,4 Kg; 15-18%
- Sottocutaneo: 5,1 Kg; 9%
- Intermuscolare: 3,5 Kg; 6%
- Intramuscolare: 0,6 Kg; 1%
- Viscerale: 1,2 Kg; 2%